# Czeczelnyk
Czeczelnyk (ukr. Чечельник) – wieś na Ukrainie, w obwodzie chmielnickim, w rejonie dunajowieckim. W 2001 roku liczyła 790 mieszkańców.